# Webby Awards
Webby Awards (Премия Вебби) — международная профессиональная интернет-премия. Присуждается ежегодно лучшим в мире веб-проектам (сайтам, интернет-рекламе, сетевым видеороликам, сервисам и сайтам для мобильных телефонов). Премия Вебби учреждена в 1996 году.
Отбирают работы известные и компетентные персоны мирового Интернета. Среди них музыкант «Дэвид Боуи, создатель мультипликационного сериала Симпсоны» Мэтт Грейнинг, генеральный директор Real Networks Роб Глейзер и ещё более 550 экспертов, составляющих Международную академию цифровых искусств и наук (IADAS). В 2006 году члены жюри и участники народного голосования выбирали номинантов и лауреатов среди почти 8000 работ из 60 стран мира. Критериями отбора проектов являются: удобство структуры и навигации, визуальный дизайн, функциональность, целостность и успешность.
Победителями Премии Вебби в разные годы становились проекты, лидирующие в своих сегментах Сети: Russia Today, Amazon, eBay, Yahoo!, iTunes, Google, BBC, CNN, Wikipedia, YouTube. Иногда премию называют «интернет-Оскаром».
Премия Вебби открыта для всех организаций и людей, имеющих отношение к исследованию и проектированию, созданию, информационному и маркетинговому развитию сайтов, интерактивной рекламе, сервисов для мобильных телефонов и видеороликам, а также их владельцев и поклонников.